# Berin Izvor
Berin Izvor (en serbe cyrillique : Берин Извор) est un village de Serbie situé dans la municipalité de Babušnica, district de Pirot. Au recensement de 2011, il comptait 40 habitants.

## Démographie

### Évolution historique de la population
| 1948 | 1953 | 1961 | 1971 | 1981 | 1991 | 2002 | 2011 |
| ---- | ---- | ---- | ---- | ---- | ---- | ---- | ---- |
| 458  | 482  | 473  | 362  | 288  | 151  | 90   | 40   |

|  |